# 彩虹魚級潜水艇
彩虹魚級潜水艇(こうさいきよきゆうせんすいてい)は水深11000mの海域まで潜れる中国の潜水艇。

## 概要
『彩虹魚級潜水艇』には無人仕様と有人仕様がある。有人仕様はシーポール級潜水艇や蛟竜で培われた経験を元に開発されている。計画では3機の無人潜水機で搭載機器の試験を実施して結果が良好であれば有人仕様の開発に利用する予定で無人版では2016年にマリアナ海溝のチャレンジャー海淵で水深1万メートルの潜水に成功した。有人仕様での開発の鍵となるのは耐圧殻でシーポール級潜水艇や蛟竜で使用されているTC4チタン合金では厚みが110㎜以上になるため国内外の工場で製造することは困難であることが判明したため、外国での経験を参考に高強度ニッケル合金(マルエージング鋼)の使用を決定した。さらに従来の溶接から鍛造で製造するためにかつてミールを建造したフィンランドの造船所を利用する。並行して中国国内でも材料と加工技術の開発を進め、いずれは国産化する予定。